# Gutsevichite
La gutsevichite è una specie di minerale scoperta nel nord-ovest del Kazakistan, ma non più accettata dall'IMA dal 1962 perché l'analisi chimica presentata non è sufficientemente precisa.

## Etimologia
Il nome è in onore del geologo kazako Vasilii Petrovich Gutsevich (1893-1956).

## Morfologia
La gutsevichite è stata scoperta sotto forma di croste irregolari e concrezioni all'interno di cavità.

## Origine e giacitura
La gutsevichite è stata trovata nella zona di ossidazione dello shale contenente vanadio.